# Conophyma zubovskyi
Conophyma zubovskyi är en insektsart som beskrevs av Boris Petrovich Uvarov 1925. Conophyma zubovskyi ingår i släktet Conophyma och familjen Dericorythidae.

## Underarter
Arten delas in i följande underarter:
- C. z. exornatum
- C. z. zubovskyi